# Drögemüller

Wappen der Nachfahren des Hans Peter Drögemüller (1742–1773)

Drögemüller ist ein deutscher Familienname.

## Herkunft und Bedeutung
Die frühste Erwähnung des Namens Drögemüller findet sich in einer Urkunde der Hansestadt Lübeck von 1397, laut derer der Bischof von Ratzeburg, Detlev von Berkentin, die im Jahre 1347 von Mitgliedern seiner Familie den Dominikanern in Lübeck gemachte Schenkung eines Grundstückes im mecklenburgischen Dassow bestätigt. In dieser Urkunde wird der Einwohner Tymmo Droghemolner aus Dassow genannt.

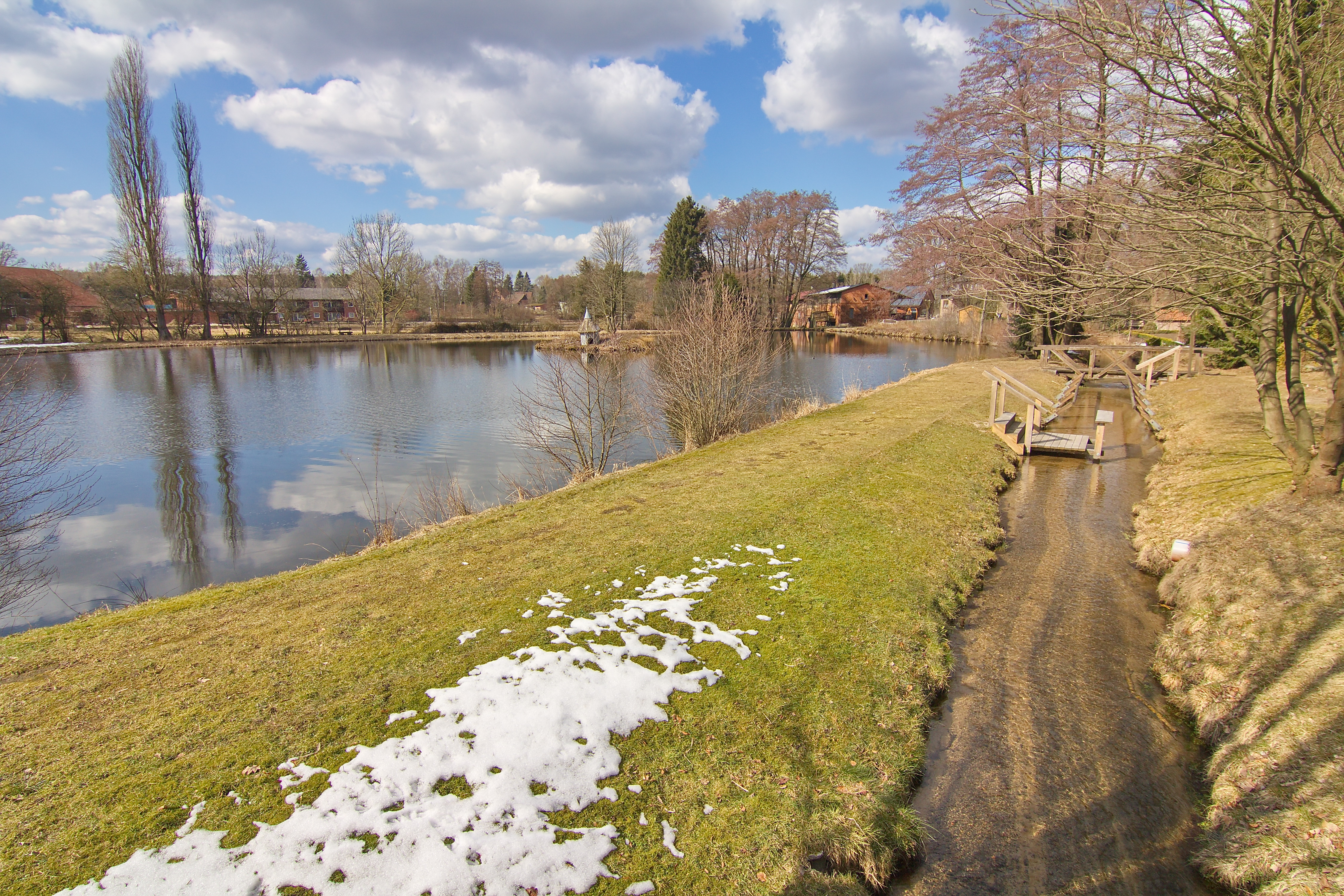
Der Hof des Ludeke Drogemoller (* um 1475) lag westlich des Hösseringer Mühlenteichs

Der Name Drögemüller setzt sich aus dem mittelniederdeutschen Wort dröge („trocken“, „dürr“) sowie der Berufsbezeichnung Müller zusammen.
Zur Entstehung des Namens findet sich in einem alten Kirchenbuch aus dem niedersächsischen Suderburg folgende Erläuterung: „Früher hießen diese Leute nur Müller. Da es aber so viele Müller im Orte gab, wurden die 'auf dem Drögen' d. h. Trockenen, hochwohnenden Müllers im Gegensatz zu den mehr in der sumpfigen Hardauniederung wohnenden Müllers 'Drögemüller' genannt!“ In dieser Gegend taucht der Name erstmals zu Beginn des 16. Jahrhunderts auf.
Laut Urkunden des Klosters Ebstorf war im Jahre 1526 ein Ludeke Drogemoller (* um 1475) auf dem Viertelhof Nr. 13 in der Dorfmitte Hösseringens sesshaft, der 1522 in der Tat noch als Lutke Moller bzw. im Jahre 1523 als Ludeke Moller bezeichnet wurde. Dieser Hof blieb noch bis ins 19. Jahrhundert in Besitz der Familie Drögemüller, die hier neben der Landwirtschaft einen Gasthof betrieb. Stammvater der bis heute u. a. in Böddenstedt (siehe Wappen) und Scharnhorst ansässigen Familienzweige ist Peter Drögemüller (* um 1575; † 1636), der mit hoher Wahrscheinlichkeit ein Nachfahre des erwähnten Ludeke Moller/Drogemoller war.

## Häufigkeit
In deutschen Telefonbüchern kommt der Name Drögemüller nur 52 mal – insbesondere im nordöstlichen Niedersachsen, in Hamburg und Schleswig-Holstein – vor. Damit ist der Name in Deutschland selten und unterdurchschnittlich häufig vertreten.

## Wappen
Die Blasonierung des Wappens des Böddenstedter Familienzweiges lautet wie folgt: „In Silber ein roter Wellenschrägbalken, begleitet oben von einem roten Wassermühlrad, unten von einem achtspeichigen roten Wagenrad. Auf dem rot-silbern bewulsteten Helm mit rot-silbernen Decken ein wachsendes silbern-gehuftes und rot-gezungtes rotes Einhorn mit silbernem Horn.“

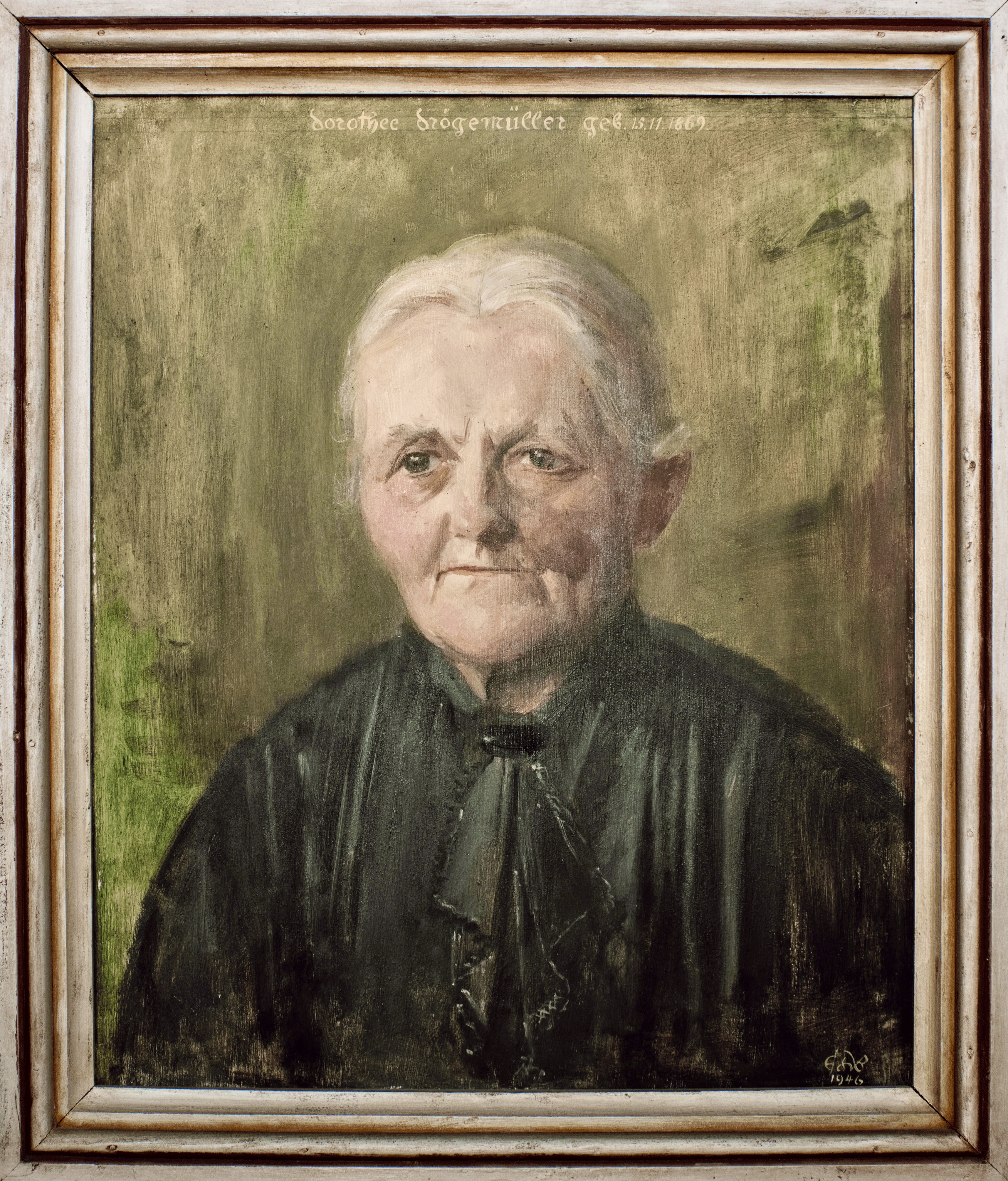
Eduard Bischoff: Dorothee Drögemüller (1869–1957), Tochter des Bürgermeisters Heinrich Kayser und Witwe des Stellmachermeisters und Kirchenvorstehers Heinrich Drögemüller (1864–1933)

Das Einhorn geht auf die einst am Stammsitz ansässigen Herren von Bodenstede zurück, während das Mühlrad den Namensbestandteil müller repräsentiert. Dieses findet sich im Drögen schwebend über dem welligen Schrägbalken, der einen Bachlauf darstellt.
Das Wagenrad verweist auf das Stellmacherhandwerk, das Franz Drögemüller gen. Hilmer (1699–1743) und sieben weitere Generationen neben der Landwirtschaft betrieben. Ab 1853 führte die Familie knapp 130 Jahre lang auch einen Kolonialwarenladen, nachdem die Königl. Landdrostei dem Stellmachermeister und Kirchenvorsteher Heinrich Drögemüller (1829–1911) die Konzession erteilte. Seit 1894 gab es zudem eine Post- und Telegraphenhilfstelle auf dem Hof. Letzter Posthalter war der Obermeister und stellv. Bürgermeister Heinrich Drögemüller (1928–2017), unter dessen Leitung der Betrieb von 1963 bis zur Jahrtausendwende Leitpfosten produzierte. Derzeit ist dessen Bruder Hans-Jürgen (* 1949; ⚭ Evelyn von Spiczak Brzeziński) stellv. Bürgermeister Suderburgs.
Das Wappen wurde in die Deutsche Wappenrolle eingetragen (Nr. 11626/13). Führungsberechtigt sind alle Nachkommen des Hans Peter Drögemüller (1742–1773), Vater des Stellmachereibesitzers und Bürgermeisters Jürgen Drögemüller (1772–1844), solange sie den Familiennamen führen. Bei Hans Peter handelt es sich um einen Urururenkel des oben erwähnten Peter (* um 1575; † 1636).
Das Stellmacherhandwerk stand parallel auch im Vordergrund des Scharnhorster Familienzweigs. So betrieb Wilhelm Drögemüller (1850–1913; ⚭ Magdalene Dorothee von Geyso) eine Stellmacherei in Wietzendorf, ehe Angehörige auf das Rittergut Habighorst übersiedelten und sich vier weitere Generationen schließlich als Stellmacher in Scharnhorst selbstständig machten. Mit dem Stellmacher und Bürgermeister Ernst Drögemüller endete die Handwerkstradition. Aktuell ist sein Enkel Dirk Drögemüller Ortsvorsteher von Scharnhorst.

## Figuren in Literatur und Film
- Doktor Drögemüller, behandelnder Arzt des Christian Buddenbrook aus Hamburg – In: Thomas Mann (1901): Buddenbrooks: Verfall einer Familie.
- Schulrat Drögemüller – In: Otto Ernst (1908): Semper der Jüngling.

## Straßennamen
- Heinrich-Drögemüller-Weg, Sassenburg-Westerbeck, Landkreis Gifhorn.

## Namensträger

Todesanzeige von Leontine Drögemüller (1842–1932)

- Peter Drögemüller (* um 1560), deutscher Amtmann zu Liebenburg und Besitzer des ehemaligen Ritterguts Garßenhof
- Dorothea Drögemüller (* 1854), ⚭ Hermann von Mengersen (1837–1887), Herr auf Oldendorf, königlich preußischer Oberförster; Urenkel des preußischen Oberpräsidenten Franz Traugott von Breitenbauch (1739–1796)[16]
- Max Drögemüller (1871–1915), deutsch-baltischer Rittergutsbesitzer und Pferdezüchter auf Alt-Märjamaa, ⚭ Alice Bewer (1864–1932); 1. ⚭ Gotthard Jacobowsky, Arzt
- Elfriede Drögemüller (1875–1913), Patentochter des britischen Vizekonsuls Baron Étienne Girard de Soucanton (1843–1910), ⚭ Alfred Schmidt (1874–1947), deutsch-baltischer Rittergutsbesitzer auf Waddemois[17]
- Ellinor Drögemüller (* 1883), ⚭ Gerhard von Hueck (1873–1940; 1. ⚭ Virginie von Kotzebue, Urenkelin des August von Kotzebue), deutsch-baltischer Rittergutsbesitzer auf Munnalas; Sohn des Revaler Bürgermeisters John von Hueck (1844–1925) und der Sophie von Wistinghausen (1845–1907), verw. Edle von Rennenkampff[17]
- William Droegemueller (1906–1987), US-amerikanischer Stabhochspringer und Augenarzt, Teilnehmer der Olympischen Sommerspiele 1928 in Amsterdam, ⚭ Florence Scribner (1906–1995)
- Alfred Drögemüller (1913–1988), deutscher Politiker (KPD/SED), Widerstandskämpfer gegen das NS-Regime, Redakteur und Historiker, ⚭ Grete Schmidt (1911–2004)
- Hans-Peter Drögemüller (1932–2015), deutscher Altphilologe und Gymnasiallehrer
- William Droegemueller (1934–2021), US-amerikanischer Arzt und emeritierter Professor an der University of North Carolina
- Inka Drögemüller (* 1969), deutsche Kulturwissenschaftlerin, stellv. Direktorin des Metropolitan Museum of Art in New York, ehem. Vizedirektorin der Schirn Kunsthalle Frankfurt
- Jens Drögemüller (* 1969), deutscher Spieleautor und Bilanzbuchhalter
- Cord Drögemüller, (* 1970), deutscher Tierarzt und Professor für Tiergenetik an der Universität Bern
- Lars Drögemüller, (* 1973), ehemaliger Handballspieler der Rhein-Neckar-Löwen[18]